# نيكو مارتينيز
نيكو مارتينيز (5 مارس 1895 ساو باولو البرازيل - 31 مايو 1977 ساو باولو البرازيل) هو لاعب كرة قدم برازيلي سابق كان يلعب كلاعب وسط.